# Harper Lee
Nelle Harper Lee (Monroeville, Alabama, 28 d'abril de 1926 - 19 de febrer del 2016) va ser una escriptora estatunidenca.

## Biografia
Filla d'un senador de l'Estat d'Alabama (del 1926 al 1938), estudià a Oxford i Nova York. El 1960 va publicar la seva obra magna Matar un rossinyol, un al·legat contra els prejudicis racials, fruit de les seves experiències amb família i amics de la seva Monroeville natal, particularment per un esdeveniment que va passar prop de casa seva el 1936. La novel·la se centra en la irracionalitat de les actituds dels adults respecte a les anomenades races i les classes socials en el Deep South dels anys 30, des de la mirada de dos infants.
S'han venut més de 30 milions d'exemplars d'aquesta novel·la, cosa que va atorgar a Lee el premi Pulitzer l'any 1961. Un any després va ser duta al cinema, on assolí també un gran èxit, amb l'Oscar al millor actor per a Gregory Peck.
Malgrat haver publicat només aquesta novel·la el 2007 va rebre la Medalla Presidencial de la Llibertat en reconeixement de la seva contribució a la literatura i el 2010 se li va atorgar la Medalla Nacional de les Arts. Tenia una gran amistat amb Truman Capote, a qui va ajudar en la recerca de A sang freda (1966). Tot i rebre diversos premis i títols honorífics sempre es va mantenir discreta i evitant aparicions en públic.
El febrer de 2015 la seva editorial va anunciar que en publicaria una segona novel·la, Go Set a Watchman (Ves i aposta un sentinella), anunci que va causar una gran expectació i certa polèmica, ja que Lee havia dit algunes vegades que no tornaria a publicar cap novel·la. L'obra és en realitat un primer esborrany de Matar un rossinyol i aparegué finalment el juliol de 2015.